# Bahamut Lagoon
Bahamut Lagoon (バハムート ラグーン, Bahamūto Ragūn) é um jogo eletrônico de RPG e estratégia japonês criado pela antiga Squaresoft para a Super Famicom nunca tendo sido oficialmente lançado fora do Japão, apesar de existirem traduções não oficiais.

## Jogabilidade
Bahamut Lagoon combina a mecânica de RPG com estratégia. As personagens têm HP, MP (SP para personagens guerreiras, mesmo que não haja diferença entre o SP e o MP), EXP, equipamento, atributos e habilidades elementares específicas de classe que usam SP muito à moda tradicional dos RPGs de consola. O jogador pode explorar as áreas circundantes, falar com as pessoas e visitar lojas quando não se encontra em batalha, apesar de algo limitado (não há um mapa do mundo e nenhuma maneira de se sair da área onde se encontra, por exemplo).
A essência do jogo são as batalhas por turno lutadas numa grelha 2D. As personagens são agrupadas em equipas de quatro membros e o jogador tem um máximo de seis equipas, as quais normalmente são pequenas em relação ao inimigo. Os dois lados da batalha lutam em turnos alternados para que cada equipa se mova e/ou ataque uma vez por turno. Os ataques são divididos entre combates de longa distância e combates de corpo-a-corpo. No primeiro, a equipa usa uma habilidade especial (como invocar bolas de fogo ou curar aliados) de um dos membros à distância. O alcance e possível área de efeito depende da habilidade. Se a equipa atacante tem uma ou duas personagens com a mesma habilidade, elas juntam-se na acção para multiplicar o seu efeito. O combate de longa distância dá menos dinheiro e, normalmente, menos dano, mas o alvo é incapaz de retribuir o ataque. Os ataques de longa distância podem também afectar o campo: fogo e gelo podem incendiar ou apagar fogos nas florestas, derreter gelo ou congelar água, etc. No combate corpo-a-corpo, cada unidade em duas equipas opostas adjacentes agem ao mesmo tempo. Podem atacar um inimigo, usar um item ou uma habilidade especial (apesar deste não poderem ser combinados e a maioria apenas tem efeito num alvo em vez de todos) ou defender.
Os dragões são a vantagem do jogador. Eles têm os seus próprios atributos e ganham experiência como as personagens normais. Na batalha, cada equipa tem um dragão e recebe uma boa parte do poder do dragão: se o dragão de uma equipa é abatido, a equipa perderá a habilidade de usar ataques especiais e habilidades específicas de classe até acabar a batalha naquele mapa. Os dragões agem como uma unidade autónoma e muito poderosa que se mexe depois da equipa e não podem ser controlados para além de comandos muito simples. Fora da batalha, os dragões são capazes de comer tudo e tratar deles dando-lhes itens para comer é uma parte importante do jogo. Alimentá-los pode melhorar os seus atributos assim como ter um efeito no seu comportamento no campo de batalha e os dragões mudam para novas formas à medida que crescem.
O jogador é capaz de mudar as personagens em cada equipa, a sua formação e qual dragão pertence a que equipa.

## História
A história desenrola-se num mundo aéreo chamado Orelus. Começa num prólogo, um mundo a ser consumido pela guerra e os céus tornando-se na cor roxa da tristeza depois da queda do Reino de Kahna. O Reino de Kahna é conquistado pelo Império Granbelos, encabeçado pelo Imperador Sauzer, raptando a Princesa Yoyo e forçando os defensores do reino a baterem em retirada. Depois do prólogo, a guerra horrível chega ao fim com a vitória do Império Granbelos sobre todas as lagunas de Orelus. O Capítulo 1 começa com a aliança rebelde chamada de A Resistência, comandada por Byuu com o apoio do antigo capitão da Guarda Real de Kahna, Matelite, e Sendak, mágico e sábio de Kahna, a ser criada com a ajuda de muitos outros heróis de vários reinos (Lagunas) também conquistados pelo império, em especial o grande guerreiro Taicho do reino de Mahal e os seus aliados. No primeiro acto eles reclamam o Farnheit (Fahreneheit) da Esquadra de Dragões de Kahna e com esta embarcação partem com a missão de libertar os céus de Orelus, Laguna por Laguna das garras do Império Granbelos.
Se a Resistência falhar em conseguir vencer essa guerra, o Império irá oprimir Orelus. Nas violentas batalhas que se seguem, a Resistência consegue salvar a princesa Yoyo do Império, obtendo então a sua primeira grande vitória. Todavia, o tempo passado em captividade mudou o seu coração. Apesar de tentar escondê-lo inicialmente, os seus sentimentos por Byuu viraram-se agora para o General Imperial Satha Palpaleos, que parece estar, também, apaixonado por ela. Reflectindo sobre o facto de que na conquista de Kahna pelo Império o seu guaridão, o Dragão Sagrado, Bahamut (aparentemente, em cada Laguna em Orelus, vive um sagrado  dragão ancião), nunca acordou para o defender apesar das tentativas passadas do rei, eles chegam então à conclusão de que para derrotarem o Imperador Sauzer, eles necessitam obter e juntar os poderes dos Dragãos Sagrados. A Princesa Yoyo parece ter o poder de comunicar com os dragões e usar os poderes deles. A lenda sobre isto é que o escolhido, o Dragnar, deve controlá-los e acompanhá-los numa nova era de prosperidade. Em caso da pessoa falhar, calamidades irão destruir o mundo de Orelus. O Imperador Sauzer ao mesmo tempo conseguiu, de alguma forma, adquirir essa mesma capacidade e deseja obter o poder dos dragões para o império. A Resistência continua em guerra pelos céus de Orelus, libertando as Lagunas uma de cada vez e ganhando novos aliados, tanto habitantes das Lagunas como Dragões Sagrados e, rapidamente, o Império começa a perder as suas terras conquistadas e a fracturar-se à medida que alguns dos seus mais proeminentes generais, encabeçados por Gudolf, começam a conspirar contra o seu próprio imperador, que julgam fraco. Ao contactarem com os Dragões Sagrados, tanto a Yoyo como o Imperador começam a adoecer, pois parece que esse acto suga a energia espiritual daqueles a eles ligados. Yoyo, constantemente acusada pelos Dragões Sagrados de ser fraca de espírito, consegue resistir, todavia, enquanto o Imperador Sauzer fica, gradualmente, mais doente. O acordar dos dragões causa a abertura dos portais para outra dimensão, Altair, e criaturas demoníacas começam uma invasão aos reinos de Orelus. Na véspera disto, a Resistência finalmente chega a Kahna e, após lutarem contra um exército de demónios, eles ganham a aliança do General Palpaleos, secretamente ordenado a juntar-se pelo próprio Imperador Sauze, que previu um grande desastre o qual ele sente que somente a Resistência é capaz de impedir, mesmo que isso signifique lutar contra o próprio império que ele em tempos serviu com grande zelo. Reunido com o seu amor, a Princesa Yoyo, ele ajuda a repelir um assalto imperial de proporções massivas e, então, restaura a liberdade perdida a Kahna numa batalha na qual várias das personagens reflectem sobre as suas próprias emoções e motivos.
A posterior Resistência torna-se agora o Exército de Libertação de Orelus e vai directo ao coração do Império para acabar com a guerra de uma vez por todas. Depois de uma grande vitória sobre o barco imperial "Trafalgar", eles encontram o Imperador Sauzer, a sua doença continuando a desenvolver-se, e dão-lhe abrigo. Aqui, ele revela com grande cortesia que para obter a habilidade de falar com os Dragões Sagrados, ele fizera um pacto com os demónios da outra dimensão. Depois de admitir isto, seguindo-se um longo período de agonia, ele finalmente morre e o seu corpo é deixado à deriva, por Palpaleos, o seu amigo mais íntimo, nos intermináveis céus de Orelus. Uma situação diferente desenrola-se no Império Granbelos, todavia, enquanto as pessoas observam o enterro "oficial" e cerimónia do seu amado imperador e Gudolf sobe ao trono como o novo governador enquanto um gigante portal com as outras dimensões abre-se sobre os céus de Granbelos. Depois de uma grande luta, o Exército de Libertação derrota os Exércitos Imperiais e entra no palácio imperial onde vencem Gudolf, assim declarando a vitória final sobre o império. Todavia, a maior de todas as ameaças ainda se mantém à espreita, enquanto os portais de Altair mantêm-se abertos. O corajoso Exército de Libertação, agora com a ajuda de todos os Dragões Sagrados, incluindo o místico Bahamut, vão com o Farnheit para dentro da dimensão superior, onde lutam hordas de demónios e com o seu mestre, o mais poderoso de todos os dragões, Alexander. Alexander procura ganhar os poderes dos outros Dragões Sagrados para se tornar imparável e governar todos os mundos. A batalha épica, na qual a sobrevivência de Orelus será decidida, segue-se, e com a derrota de Alexander, a ordem é restaurada. Byuu e todos os seus amigos despedem-se e voltam todos para os seus reinos para os reconstruir sob a nova ordem restaurada, deixando Byuu e Bahamut como os guardiões dos céus de Orelus.

## Fora do Japão
Bahamut Lagoon foi comercializado exclusivamente no Japão durante a era de 32-bits e entrou tarde na vida da Super Famicom. Todavia, na era de consolas seguinte o jogo foi traduzido por fãs do Japonês para Inglês pelo grupo "DeJap Translations" em 2002. Outro grupo, o "Starsoft Translations" tentou fazer uma tradução antes do Dejap, mas graças a dificuldades com a compreensão dos algoritmos do jogo, parou o projecto.
A tradução dos fãs contém linguagem grosseira, apesar de poder ser devido a problemas da tradução.